# Astragalus vavilovii
Astragalus vavilovii là một loài thực vật có hoa trong họ Đậu. Loài này được Tamamsch. & Fed. miêu tả khoa học đầu tiên.